# Neognophomyia obtusilamina
Neognophomyia obtusilamina är en tvåvingeart som beskrevs av Alexander 1952. Neognophomyia obtusilamina ingår i släktet Neognophomyia och familjen småharkrankar.
Artens utbredningsområde är Peru. Inga underarter finns listade i Catalogue of Life.